# Lúky pod Šajbou
Lúky pod Šajbou este o arie protejată (arie specială de conservare — SAC, sit de importanță comunitară — SCI) din Slovacia întinsă pe o suprafață de 40,9 ha, integral pe uscat.

## Localizare
Centrul sitului Lúky pod Šajbou este situat la coordonatele 48°41′18″N 19°57′22″E / 48.688223°N 19.956227°E.

## Înființare
Situl Lúky pod Šajbou a fost declarat sit de importanță comunitară în decembrie 2021.

## Biodiversitate
Situată în ecoregiunea alpină, aria protejată conține 2 habitate naturale: Pajiști uscate seminaturale și facies de acoperire cu tufișuri pe substraturi calcaroase (Festuco-Brometalia) (* situri importante pentru orhidee), Fânețe de joasă altitudine (Alopecurus pratensis, Sanguisorba officinalis).
La baza desemnării sitului se află un număr nedeclarat de specii protejate.